# BRP Bagong Silang
Le BRP Bagong Silang (PB-104) est le quatrième navire de la classe Kagitingan, des patrouilleurs côtiers de la marine philippine. Il a été conçu en Allemagne et construit aux Philippines. Il a été mis en service par la marine philippine en juin 1983 sous le nom de RPS Bagong Silang (PG-104).
Il a été reclassifié en BRP Bagong Silang (PB-104) en avril 2016, selon les nouvelles normes de classification de la marine philippine, le reclassant comme patrouilleur.

## Conception
Le BRP Bagong Silang et tous les navires de sa classe ont été considérés comme étant un échec. Il a été conçu à l’origine pour avoir une vitesse maximale de 28 nœuds, mais la conception n’a pas réussi à atteindre cette vitesse car il n’était pas assez motorisé.
Le bateau a été équipé du radar de conduite de tir Selenia Orion RTN-10X et du système de conduite de tir Selenia Elsag NA-10 Mod.0, mais il semble qu’ils aient été retirés.
Il était également armé à l’origine de l’affût de canons doubles Emerlec EX-31 de 30 mm, mais ce dernier a été remplacé par un canon Bofors de 40 mm/60 calibres Mark 3 quelques années plus tard.

## Officiers célèbres ayant servi à bord
- Rear admiral Bayani R. Gaerlan[3]
- Brigadier général Archimedes H. Viaje[4]
- Rear admiral Edgar Abogado[5]